# Cerro de los Almadenes
El Cerro de los Almadenes es un yacimiento minero/metalúrgico, en el pie de monte de la Sierra del Quintanar, muy próximo al Parque Nacional de la Sierra de Guadarrama. Al sur de la provincia de Segovia, en el municipio de tradición minera de Otero de Herreros, se encuentra este yacimiento arqueológico, en el que se han hecho importantes descubrimientos, desde el año 2009 por parte de un equipo de investigadores de la SEHA (Sociedad Española de Historia de la Arqueología).

## Geología y territorio
Cuando se iniciaron las prospecciones arqueológicas en el Cerro de los Almadenes y alrededores, se percibió que el yacimiento, (incluido dentro del Inventario de la Provincia de Segovia con el número 40-152-0002-02) ofrecía un paisaje con numerosas huellas de las explotaciones mineras, desde la antigüedad hasta inicios del siglo XX.
"El entorno inmediato del yacimiento es producto de la
interactuación de los agentes naturales y de las labores antrópicas, especialmente las tareas mineras y metalúrgicas" , que han modelado el paisaje a lo largo del tiempo.
El Cerro se encuentra entre dos arroyos, el arroyo de la Escoria al Norte, que en la actualidad presenta un cauce seco. Mientras que su ladera sur, más abrupta, vierte hacia el arroyo del Quejigal que mantiene un ligero curso de agua tras el invierno. En la actualidad el cerro es una dehesa ganadera abierta con pequeñas encinas, en los arroyos es donde hay presencia de quejigos.
Próximas a estos arroyos, se encuentran las bocaminas, las escombreras, y los canales de las infraestructuras hidráulicas necesarias para realizar las labores mineras y de procesado del mineral, siendo el cobre el más beneficiado. El mismo Cerro se encuentra sobre un domo granítico que conforma un skarn, en el que afloran los filones de cobre y otros minerales en menor proporción.

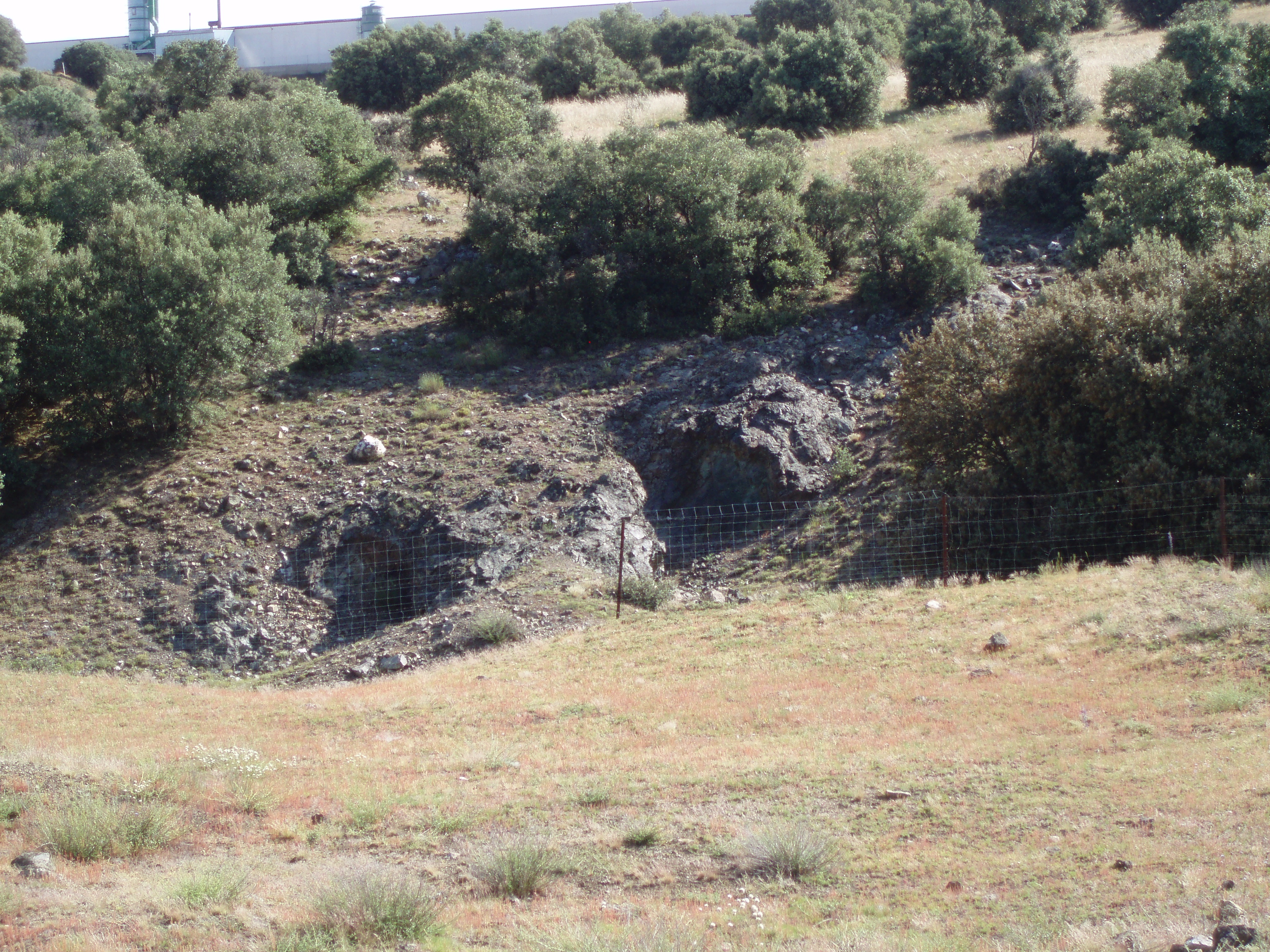
Bocaminas

## Primeras noticias sobre el yacimiento (documentos históricos)
En el siglo XVIII Josef Aparicio Calatrava, realiza un dibujo a mano alzada de Otero de Herreros, en el destaca la presencia de dos grandes montes de escoria, en el camino a Valdeprados, es el primero que advierte de la importancia de estos escoriales. “Medio cuarto de legua hacia el poniente de ese lugar, se hallan dos montañas hechas de escorias de una materia mucho más sólida, más variada y más fuerte que la que sacan los Oterreros de la fragua. (…) Además se hallan pedazos de otra escoria muy disformes (…) es cosa grande el ver los montones que hay de otra escoria, y lo variado y hermoso de ella.”
Ya a finales del siglo XIX cuando el país comienza su proceso de industrialización Carlos de Lecea y García describe el paisaje del lugar como árido y hace alusión al inmenso escorial que “no contendrá menos de 180 a 200 m³ (…) aún se perciben los pozos y zanjas principales aunque rellenos de escombros (…) y los hornos de fundición”.
Posteriormente (en 1891) Cortázar y Larrubia hace referencia a la minería en Otero de Herreros cuya explotación atribuye a los romanos. Se apoya en referencias de hallazgos de monedas y de cerámicas romanas.
En los albores del siglo XX Joaquín Alió, sintetizó la importancia geológica-minera de los municipios de Otero de Herreros y de El Espinar, concluyendo la existencia de una rica minería de cobre entre ambas zonas cuyo epicentro se situaba en el término municipal de Otero.
También José Galbis y Rodríguez (ingeniero y geógrafo) realiza su “Ensayo de los métodos fotogramétricos en el término municipal de Otero de Herreros (Provincia de Segovia)”. De ambos autores poseemos hasta el momento las imágenes más antiguas de las montañas de escorias.
En 1922 Enrique Lacasa (ingeniero de minas) menciona que “…la mina Felipa se halla junto al camino de Valdeprados y en el centro de los antiguos escoriales, anteriormente citados, los cuales ocupan muy cerca de 10.000m2 (65x150m) en la falda Noreste del cerro de los Almadenes, quedando limitados por el arroyo al que dan nombre (…) Atendiendo a diversas circunstancias, es de presumir que el volumen de los escoriales resultantes de la antigua fundición fue de unos 50.000 m3”. Lamentablemente estos escoriales han desaparecido casi en su totalidad durante la última mitad del pasado siglo ya que fueron reutilizados en una planta de machaqueo para la construcción de la carretera de Segovia.

## Prospecciones de Claude Domergue
Fue Claude Domergue el primer arqueólogo en ubicar en el mapa de la península ibérica el yacimiento minero del Cerro de los Almadenes. En su obra “Les mines de la péninsule Ibérique à l’epoque romaine”, el yacimiento aparece como único lugar de producción de cobre, ubicado en el centro de la península, en la Meseta norte, durante el periodo Altoimperial y alejado de los centros de producción de Sierra Morena y del Sudeste de la Península.
Durante sus prospecciones Domergue constató en la Ladera Oeste del Cerro la existencia de una serie de bancales artificiales en los que encontró, principalmente, fragmentos de Terra Sigillata itálica, que relacionó con una posible zona de hábitat
El 26 de junio de 2016 el profesor Domergue recibió el homenaje del pueblo y el ayuntamiento de Otero de Herreros, ya que sus descubrimientos han servido de base para el proyecto de investigación arqueológica del Cerro de los Almadenes.

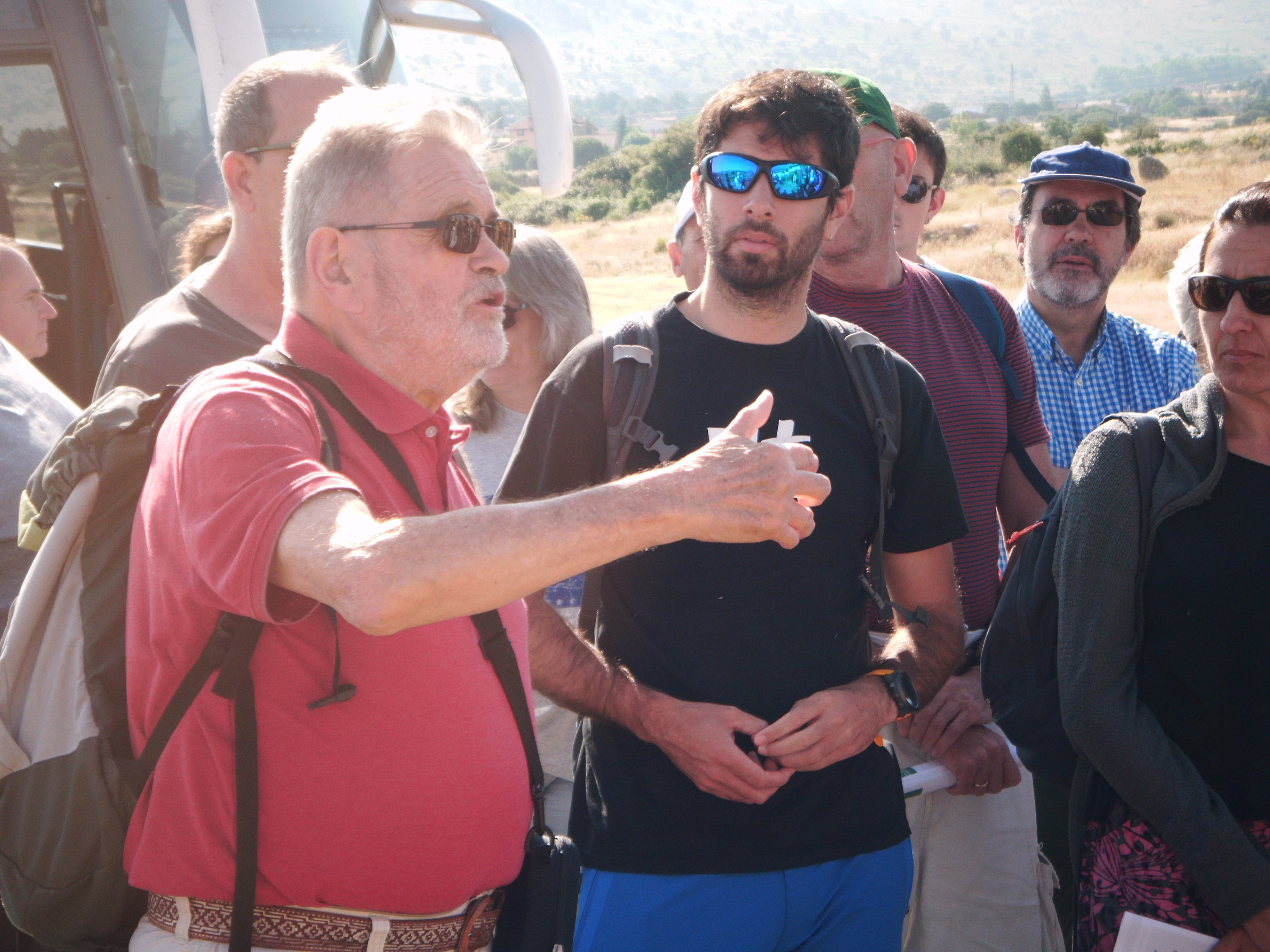
Profesor Claude Domergue
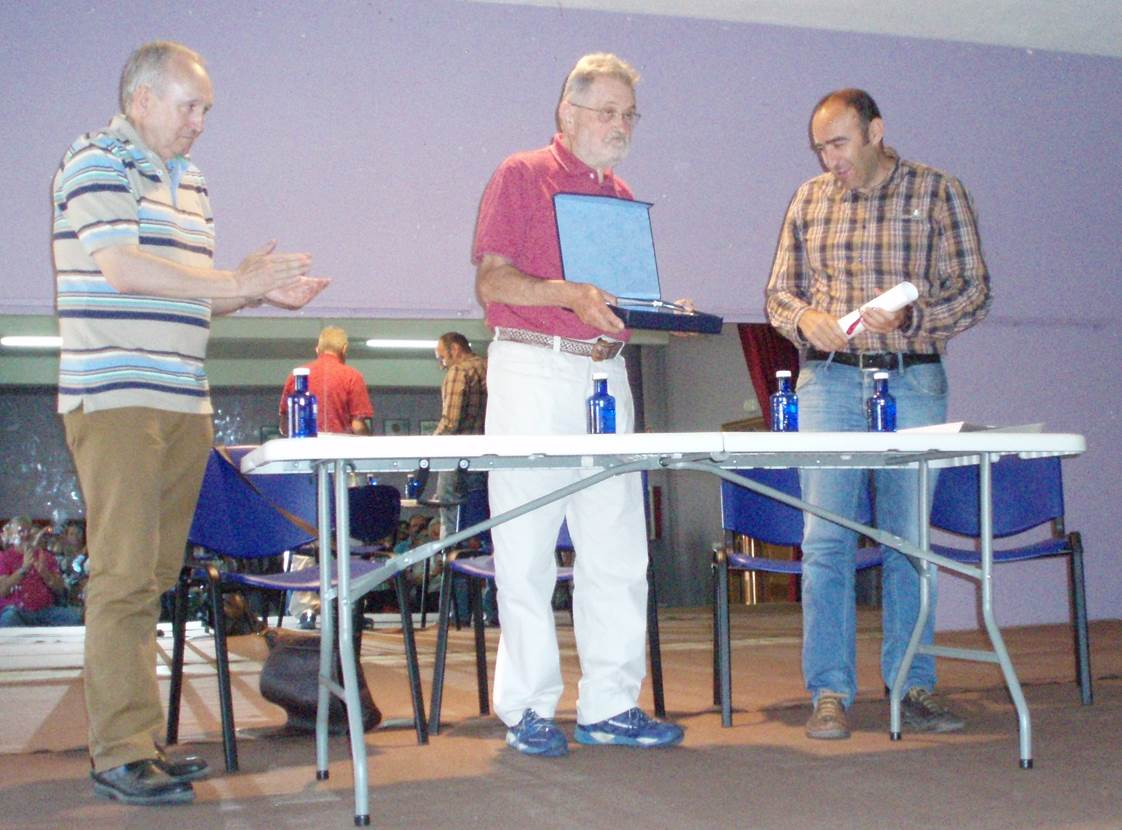
Homenaje al profesor Claude Domergue

## Intervenciones arqueológicas (2009-2016)
Tras la prospección realizada durante el año 2009 en el Cerro de los Almadenes y la recopilación de documentos (ya comentados en el punto primeras noticias sobre el yacimiento), se iniciaron las excavaciones en la ladra NE dónde había indicios que se realizaban la labores metalúrgicas. “Además se constató la presencia tanto de material cerámico de época romana como otros materiales líticos y cerámicos que evidenciaban la posible ocupación del lugar en épocas prehistóricas y prerromanas” que vendrían a ampliar el espectro cronológico inicialmente documentado por el profesor Claude Domergue.
Durante el verano de 2010 se inició la excavación en la ladera N, denominándose como Sector I, aquí las campañas de excavación se extendieron hasta el 2013. Es en este lugar, dónde se localizaron los restos de hornos amortizados, en estos hornos se pudo documentar los diferentes procesos metalúrgicos del cobre. También se localizó la primera de las atarjeas que evacuaba el agua del cerro hacia el exterior.
Tras los resultados obtenidos durante las campañas 2010 y 2011 en el borde de la ladera NE, se realizó una prospección geofísica en yacimiento. Esta nos permitió localizar espacialmente la posible existencia de estructuras, la planta de las mismas, y la profundidad a la que se encontraban.
En 2012 se inició la campaña de excavación en esta ladera de pendiente muy suave, con una altitud de unos 1100 m sobre el nivel del mar. Es el denominado Sector II que mantiene una distancia de unos 30 m, al sur, justo encima del Sector I, en la plataforma inmediatamente superior. Este sector ha proporcionado hasta la pasada campaña de 2016, los restos de un gran edificio de unos 30m de lado, en el que se ha localizado una factoría metalúrgica que guarda paralelos con otras localizadas en la península (como las de Ciudad Real, Sierra Morena y Portugal).
Las estructuras más representativas localizadas en este lugar han sido las atarjeas con sus canales de desagüe, la carbonera, y la batería de hornos que se correspondería con la fase tardoantigua/visigoda en el yacimiento.
Las excavaciones realizadas en la ladera Sureste del Cerro de los Almadenes se iniciaron también tras los resultados obtenidos en la prospección geofísica, y por los restos de muros de sillares de caliza que quedaron expuestos tras la extracción del skarn en la ladera sur. Tras dos años de excavaciones, 2012 y 2013, se documentó la existencia de dos estancias separadas por un muro y dos peldaños de caliza, para pasar de una a otra. El muro estaba realizado en hiladas de mampostería de caliza, y recubierto de estucos de yeso. que conservaban restos de pintura al fresco coloreada. Las evidencias materiales llevaron a identificar el lugar con una Cella Vinaria de época romana.

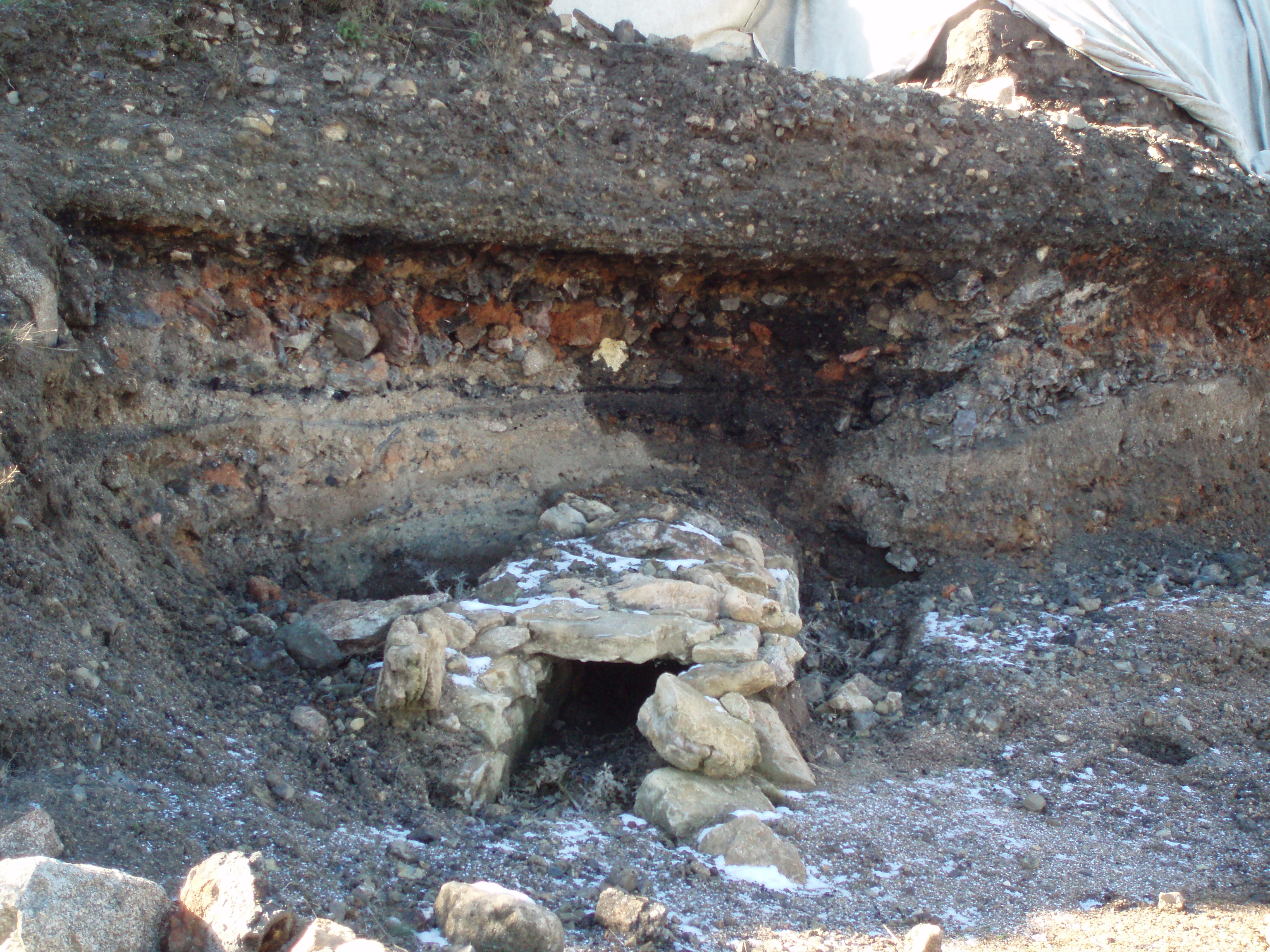
Sector I Atarjea Edad de Hierro
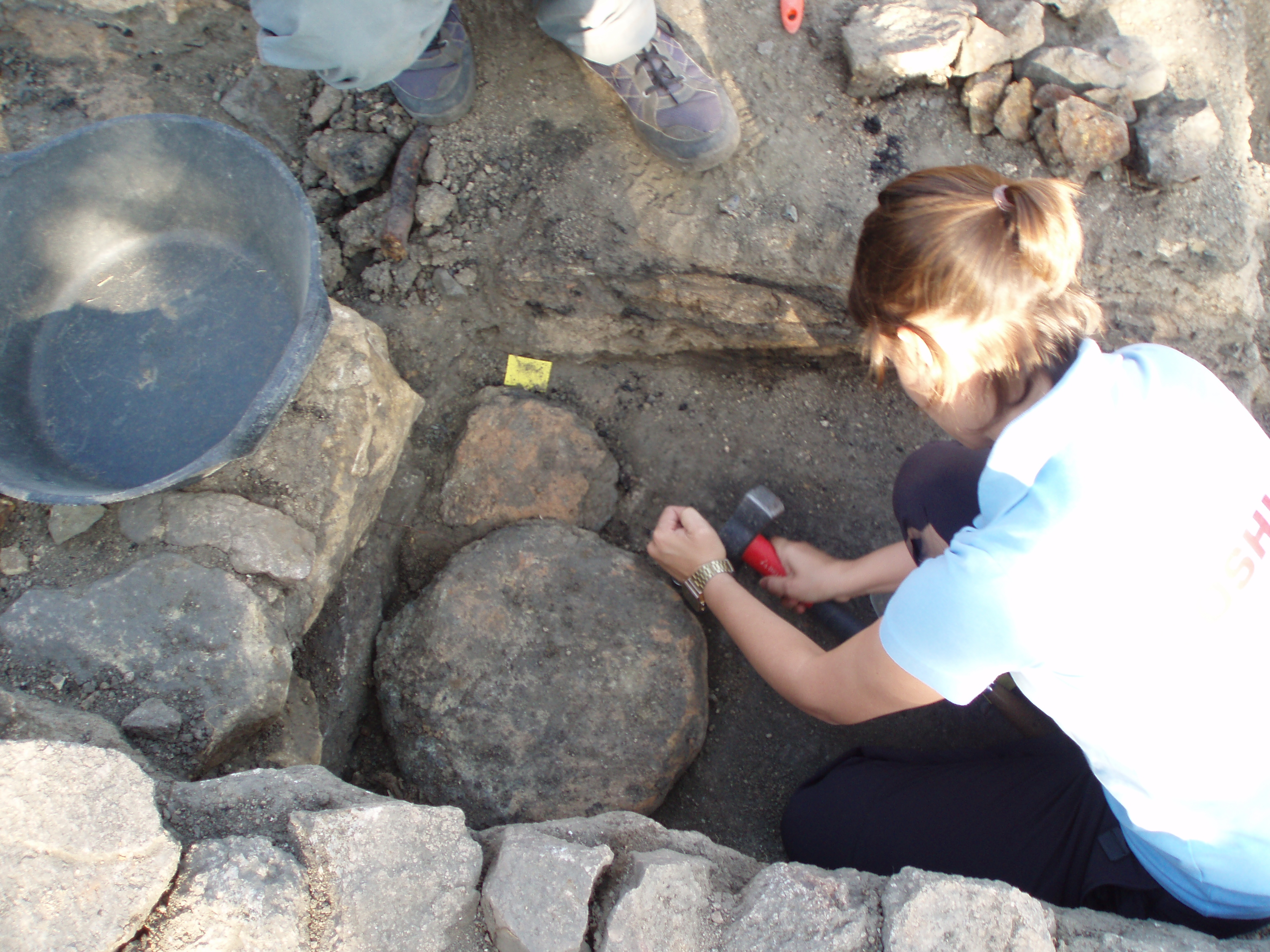
Extracción lingotera (2015)
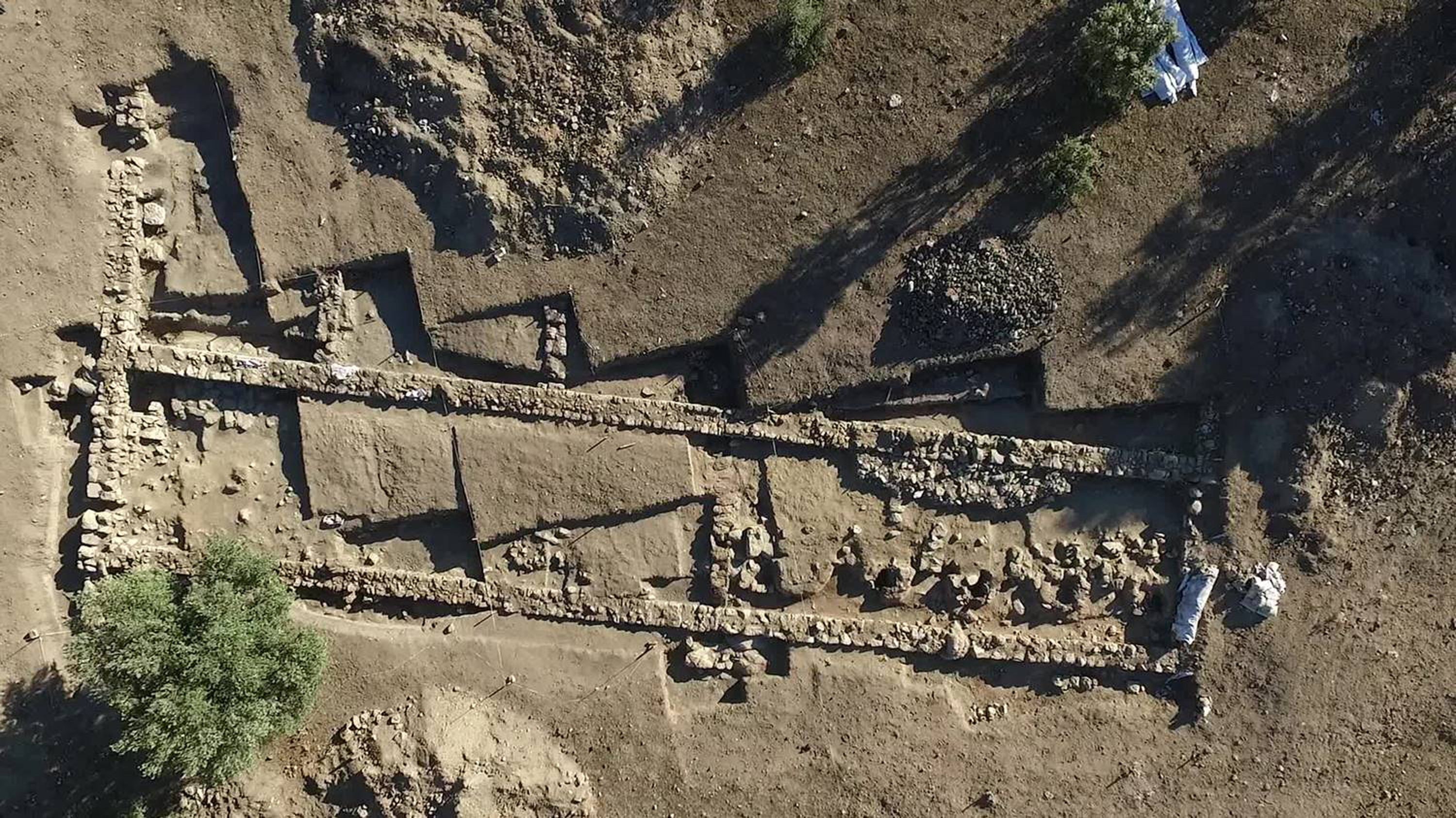
Sector II (2015)

## Organización del espacio
En el sector I “En este sector se abrieron 4 cuadrículas en un frente de 16 m en el que se pudieron distinguir las evidencias de tres tipos de hornos distintos: de tostación, de reducción y un tercero de reverbero” “Estaban arrasados y fragmentados toda vez que en época romana se amortizaban a los pocos usos.”

## Tecnología

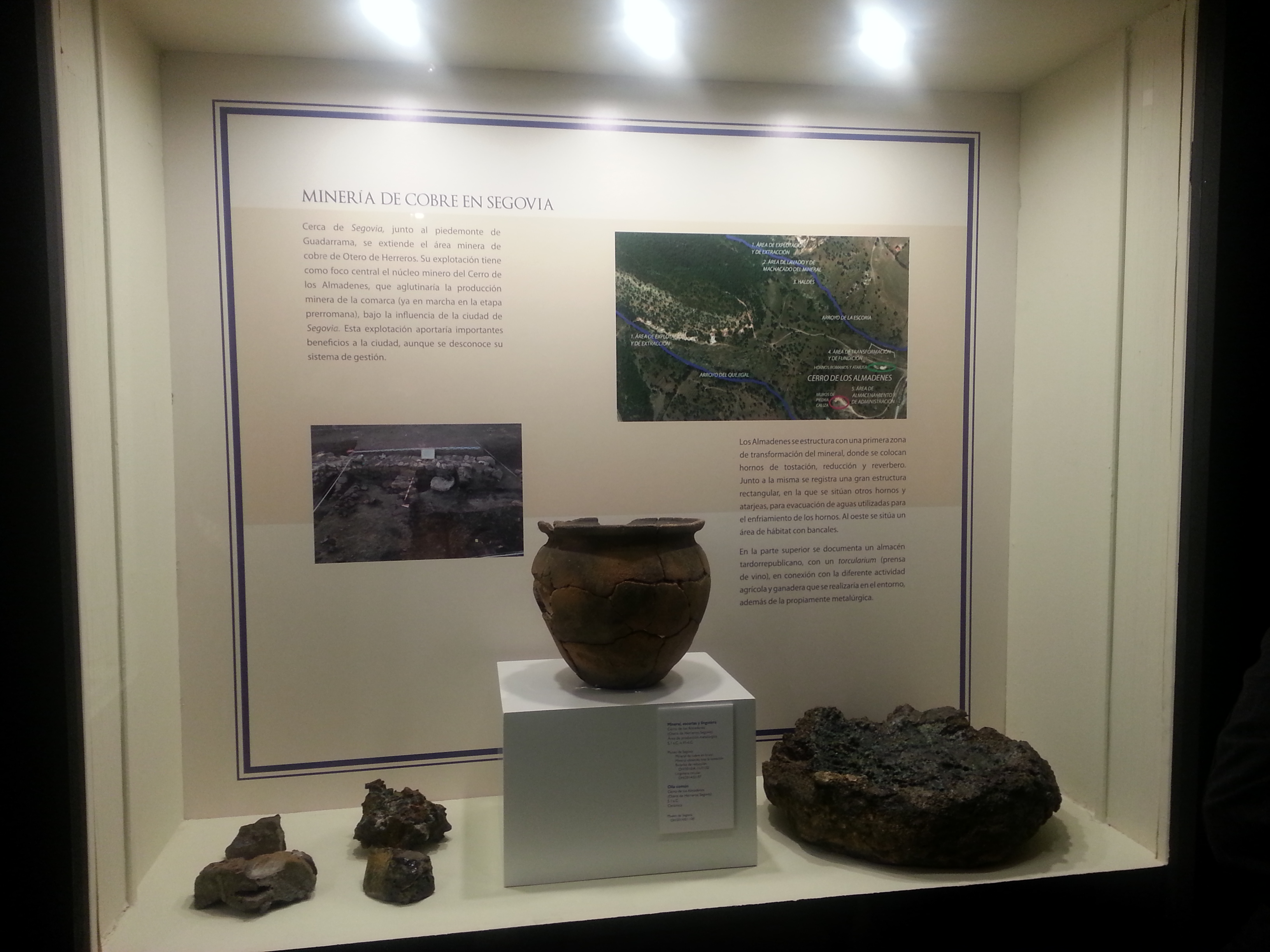
Vitrina del Cerro de Almadenes en la exposición "Imago Urbis Romae", Museo Arqueológico Provincial de Segovia de marzo a noviembre de 2016

## Estatus patrimonial
El 9 de junio de 2022 fue declarado bien de interés cultural, con la categoría de zona arqueológica, mediante un acuerdo publicado en el Boletín Oficial de Castilla y León el día 13 de ese mismo mes.